# Aemilia peropaca
Aemilia peropaca là một loài bướm đêm thuộc phân họ Arctiinae, họ Erebidae.